# Eufemia Odonicówna
Eufemia Odonicówna (deutsch: Euphemia, * vor 1239; † nach 1287) war eine polnische Prinzessin und Herzogin von Oppeln-Ratibor. Sie entstammte dem Adelsgeschlecht der großpolnischen Piasten und heiratete in das Geschlecht der Schlesischen Piasten ein.

## Leben
Euphemia war eine Tochter von Herzog Władysław Odonic von Großpolen († 1239) und Hedwig. Ihre Ehepläne gestaltete ihr Bruder Przemysł I., der eine Aussöhnung mit den Herzögen von Oppeln-Ratibor suchte, nachdem er ihnen 1244 das Herzogtum Kalisch weggenommen hatte. Euphemia stiftete 1258 mit ihrem Ehemann das Zisterzienserkloster in Ruda. 1281 vermachte sie Ländereien an das Norbertinerinnenkloster in Lubno. Sie starb nach ihrem Ehemann und war wahrscheinlich 1287 noch am Leben.  

## Ehe und Familie
Eufemia heiratete um 1251 ihren Cousin Wladislaus I. von Oppeln-Ratibor. Sie hatte mit ihrem Ehemann fünf Kinder:
- Mieszko I. (* 1252/1256; † 27. Juni 1315)
- Kasimir II. (* 1253/1257; † 10. März 1312)
- Bolko I. († 1313)
- Primislaus/Przemko (* 1258; † 7. Mai 1306)
- sowie die Tochter N. N. (1265–1287/88), die seit 1277 mit dem Breslauer Herzog Heinrich IV. verheiratet war, von dem sie um 1286 verstoßen wurde.

Sämtliche nach 1251 geborenen Piastenherzöge der Herzogtümer Teschen, Auschwitz, Oppeln und Beuthen gehen auf sie zurück.